# Issilkoul
Issilkoul (en russe : Исилькуль) est une ville de l'oblast d'Omsk, en Russie, et le centre administratif du raïon Issilkoulski. Sa population s'élevait à 22 371 habitants en 2020.

## Géographie
Issilkoul se trouve au sud de la plaine de Sibérie occidentale, à 16 km de la frontière du Kazakhstan, à 137 km à l'ouest d'Omsk, à 746 km à l'ouest de Novossibirsk et à 2 111 km à l'est de Moscou.

## Histoire
Issilkoul a été fondée en 1895 pour loger les travailleurs employés à la construction du chemin de fer Transsibérien. L'année suivante est ouverte la gare d'Issilkoul, dont le nom est originaire d'Asie centrale et pourrait signifier « lac enchanté ». Depuis 1924 Issilkoul est un centre administratif de raïon. La localité accéda au statut de commune urbaine en 1938 et à celui de ville en 1945. Dans les environs d'Issilkoul, on trouve des implantations de mennonites d'origine allemande qui émigrèrent ici d'Ukraine au début du XXe siècle.

## Population
Recensements ou estimations de la population
| 1939*  | 1959*  | 1970*  | 1979*  | 1989*  | 2002*  |
| ------ | ------ | ------ | ------ | ------ | ------ |
| 13 626 | 25 466 | 25 958 | 25 734 | 26 430 | 26 549 |

| 2006   | 2010*  | 2012   | 2013   | 2014   | 2015   |
| ------ | ------ | ------ | ------ | ------ | ------ |
| 26 260 | 24 482 | 24 375 | 24 196 | 24 086 | 23 865 |

| 2016   | 2017   | 2018   | 2019   | 2020   | - |
| ------ | ------ | ------ | ------ | ------ | - |
| 23 546 | 23 151 | 22 615 | 22 903 | 22 371 | - |

## Transports
Issilkoul se trouve sur le chemin de fer Transsibérien.

## Galerie

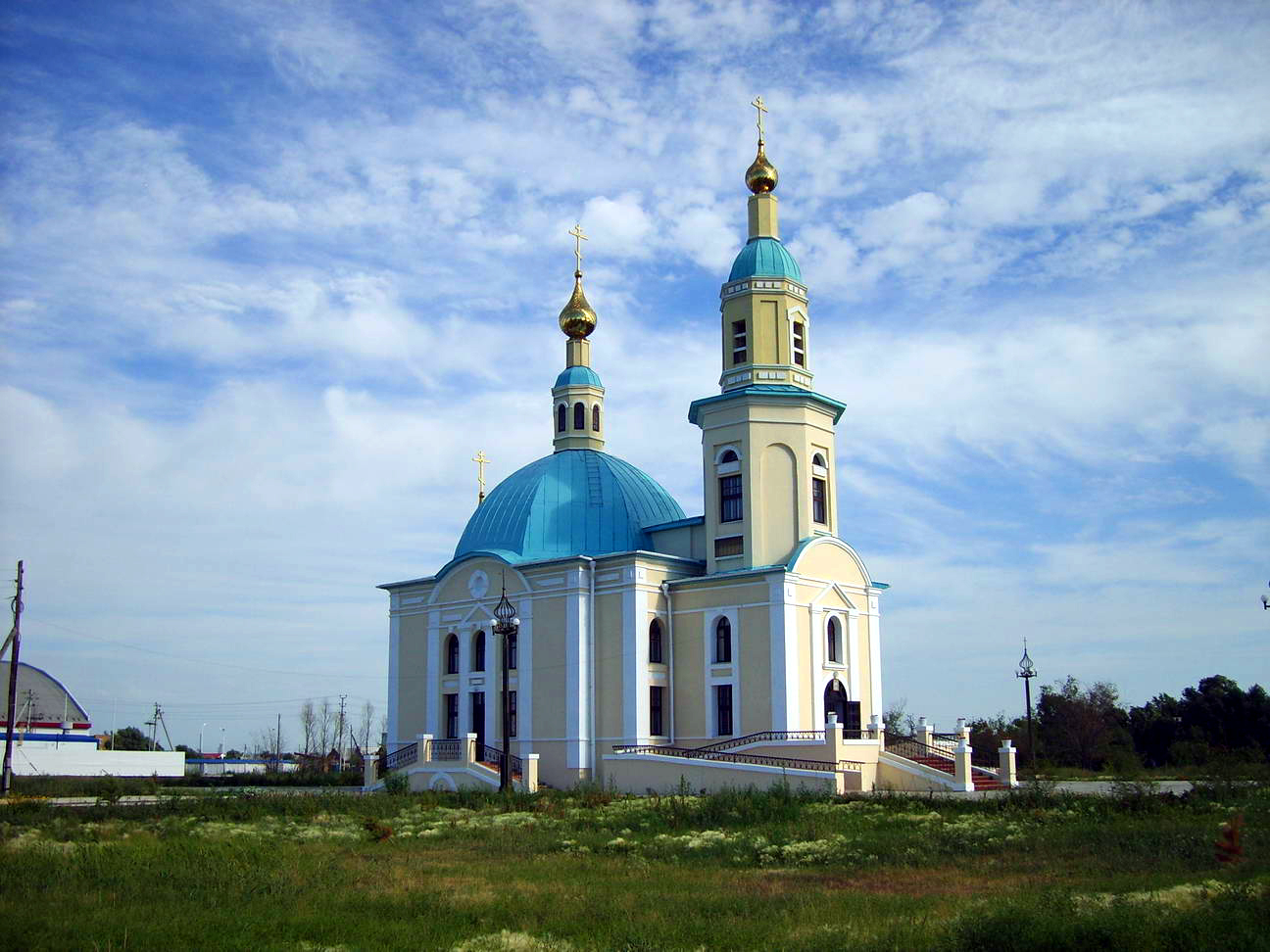
Temple des nouveaux martyrs et confesseurs